# Bandeira de Antígua e Barbuda
A bandeira nacional de Antigua e Barbuda foi adaptada a 27 de fevereiro de 1967 e foi desenhada por um professor chamado Reginald Samuels. O sol simboliza o nascimento de uma nova era. O negro simboliza a ancestralida de África africana do povo, o azul simboliza a esperança e o vermelho simboliza a energia. A coloração sucessiva de amarelo, azul e branco (do sol para baixo) também simboliza o sol, o mar e a areia, o que dá um aspecto criativo à bandeira.

## Outras bandeiras

Bandeira da Guarda costeira